# Sort (Lleida)
Sort ist die Hauptstadt der Comarca Pallars Sobirà in der Autonomen Gemeinschaft Katalonien, Spanien.

## Geographie
Sort liegt 692 Meter über dem Meer am Fluss Noguera Pallaresa, einem Zufluss des Segre. Die Einwohnerzahl beträgt 2.213 (Stand: 2024).

## Bevölkerung

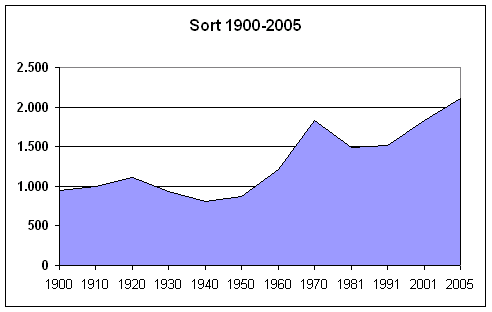
Bevölkerungsentwicklung Sort

| Bevölkerungsentwicklung |      |       |      |      |      |       |       |       |       |       |       |       |
| 1900                    | 1910 | 1920  | 1930 | 1940 | 1950 | 1960  | 1970  | 1981  | 1991  | 1996  | 2001  | 2005  |
| 946                     | 998  | 1.109 | 930  | 808  | 874  | 1.209 | 1.835 | 1.496 | 1.511 | 1.718 | 1.829 | 2.113 |

## Wirtschaft
Da Sort auf Katalanisch Glück bedeutet, zieht der Ort eine große Anzahl Touristen aus ganz Spanien an, die dort Lose für die jährliche Weihnachtslotterie für sich und Freunde kaufen wollen.
Tatsächlich gibt es überdurchschnittlich viele Gewinner unter den in Sort verkauften Losen. Innerhalb von zehn Jahren wurden dort fünf Mal Lose für den Hauptgewinn verkauft, zuletzt 2004. Dies hängt allerdings eher mit den außergewöhnlich hohen Verkaufszahlen dort zusammen.

## Museum
Das Museum „El Camí de la llibertat“ (Der Weg der Freiheit), untergebracht in einem alten Gefängnis, widmet sich seit Juli 2007 der Erinnerung an die vielen hundert Menschen, die auf ihrer Flucht vor den Nationalsozialisten während des Zweiten Weltkriegs durch Sort kamen. 

## Veranstaltungen
Im Jahr 2010 wurde in Sort die Kanu Wildwasser-Weltmeisterschaft ausgetragen.